# Régis Gomes
Régis Gomes (Cuiabá, 1975) é um artista plástico brasileiro.

## Biografia e carreira
Durante a infância, começou a criar personagens de gibis com colegas de escola. Participou pela primeira vez do Salão Jovem Arte Mato-grossense aos 16 anos de idade. Na mesma época, estudou no Ateliê Livre sob supervisão de Osvaldina dos Santos.
Em 2014, expôs suas obras na Casa Brasil, em Nova York.